# Vesicularia reticulata
Vesicularia reticulata är en bladmossart som beskrevs av Brotherus 1908. Vesicularia reticulata ingår i släktet Vesicularia och familjen Hypnaceae. Inga underarter finns listade i Catalogue of Life.